# Jim Thomas

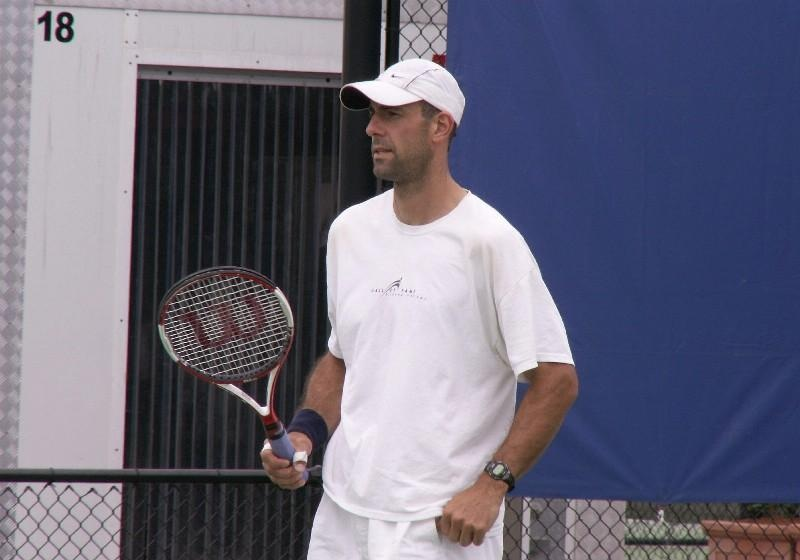
Jim Thomas

Jim Thomas (n. 24 de septiembre de 1974 en Canton, Ohio, Estados Unidos) es un jugador de tenis profesional oriundo de los Estados Unidos. Se especializa en dobles, especialidad en la que conquistó 6 títulos de ATP.

## Títulos (6; 0+6)

### Dobles (6)
| Leyenda                |
| Grand Slam (0)         |
| Tennis Masters Cup (0) |
| ATP Masters Series (0) |
| ATP Tour (6)           |

| N.º | Fecha               | Torneo       | Superficie    | Pareja         | Oponentes en la final         | Resultado         |
| --- | ------------------- | ------------ | ------------- | -------------- | ----------------------------- | ----------------- |
| 1.  | 14 de enero de 2001 | Auckland     | Dura          | Marius Barnard | David Adams Martín García     | 7-6(10) 6-4       |
| 2.  | 11 de julio de 2004 | Newport      | Césped        | Jordan Kerr    | Gregory Carraz Nicolas Mahut  | 6-3 6-7(5) 6-4    |
| 3.  | 25 de julio de 2004 | Indianápolis | Dura          | Jordan Kerr    | Wayne Black Kevin Ullyett     | 6-7(7) 7-6(3) 6-3 |
| 4.  | 10 de julio de 2005 | Newport      | Césped        | Jordan Kerr    | Graydon Oliver Travis Parrott | 7-6(5) 7-6(5)     |
| 5.  | 28 de mayo de 2006  | Pörtschach   | Tierra batida | Paul Hanley    | Oliver Marach Cyril Suk       | 6-3 4-6 10-5      |
| 6.  | 15 de julio de 2007 | Newport      | Dura          | Jordan Kerr    | Nathan Healey Ígor Kunitsyn   | 6-3 7-5           |